# Protodonata
Protodonata, или Meganisoptera (лат.) — отряд вымерших стрекозоподобных насекомых, живших в каменноугольном и пермском периодах. Вместе с современными стрекозами (Odonata) их объединяют в надотряд Odonatoptera Martynov, 1932 sensu Grimaldi & Engel, 2005 (Odonata sensu lato) или Odonatoidea Lameere, 1936.
В настоящее время учёными описано 57 ископаемых видов (Zhang, 2013).

## Описание
Большинство представителей Protodonata имели средний размер, сравнимый с размером современных стрекоз. Однако, к Protodonata принадлежат и крупнейшие за всю историю Земли насекомые. Это Meganeura monyi (найденная во Франции, с размахом крыльев 75 см) и Megatypus из каменноугольного периода, и пермские Meganeuropsis permiana (США), которые имели размах крыльев до 71 см. Найденные в России отпечатки крыльев пермских Arctotypus sinuatus говорят об их общих размерах всего около 120 мм. Предположительно, и имаго и их нимфы были хищниками. Большинство находок представляют только фрагменты крыльев, и лишь у нескольких обнаруженных экземпляров сохранились отпечатки других частей тела: головы с крупными челюстями и большими глазами, а также отпечатки грудки и длинного брюшка. Открытие первого вида ископаемых гигантов в 1885 году и описание отряда в 1893 году сделал французский энтомолог и палеонтолог Шарль Броньяр, который в своей диссертации даже реконструировал внешний вид Meganeura monyi. Во второй половине пермского периода разнообразие Protodonata падает, и к началу мезозоя они вымирают.

## Семейства и роды
К отряду принадлежат следующие семейства:
- Aulertupidae Zessin & Brauckmann 2010
- Kohlwaldiidae Guthörl 1962
- Meganeuridae Handlirsch 1906
- Namurotypidae Bechly 1996
- Paralogidae Handlirsch 1906

Эти роды относятся к отряду Meganisoptera, но не были помещены в семейства:
- Alanympha Kukalova-Peck 2009
- Asapheneura Pruvost 1919
- Dragonympha Kukalova-Peck 2009
- Palaeotherates Handlirsch 1906
- Paralogopsis Handlirsch 1911
- Schlechtendaliola Handlirsch, 1919
- Typoides Zalessky 1948

## Галерея

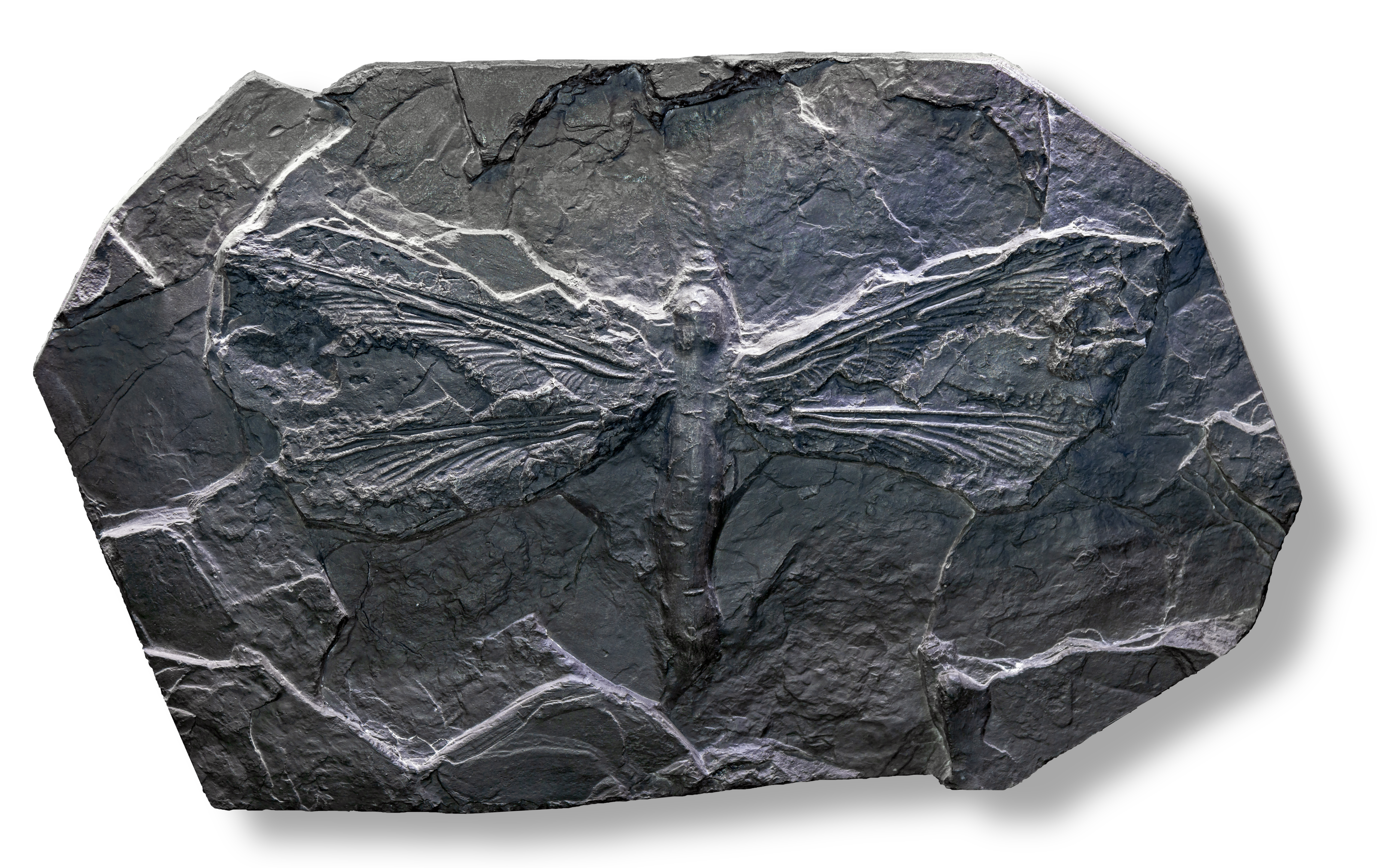
Отпечаток вымершей стрекозы меганевры
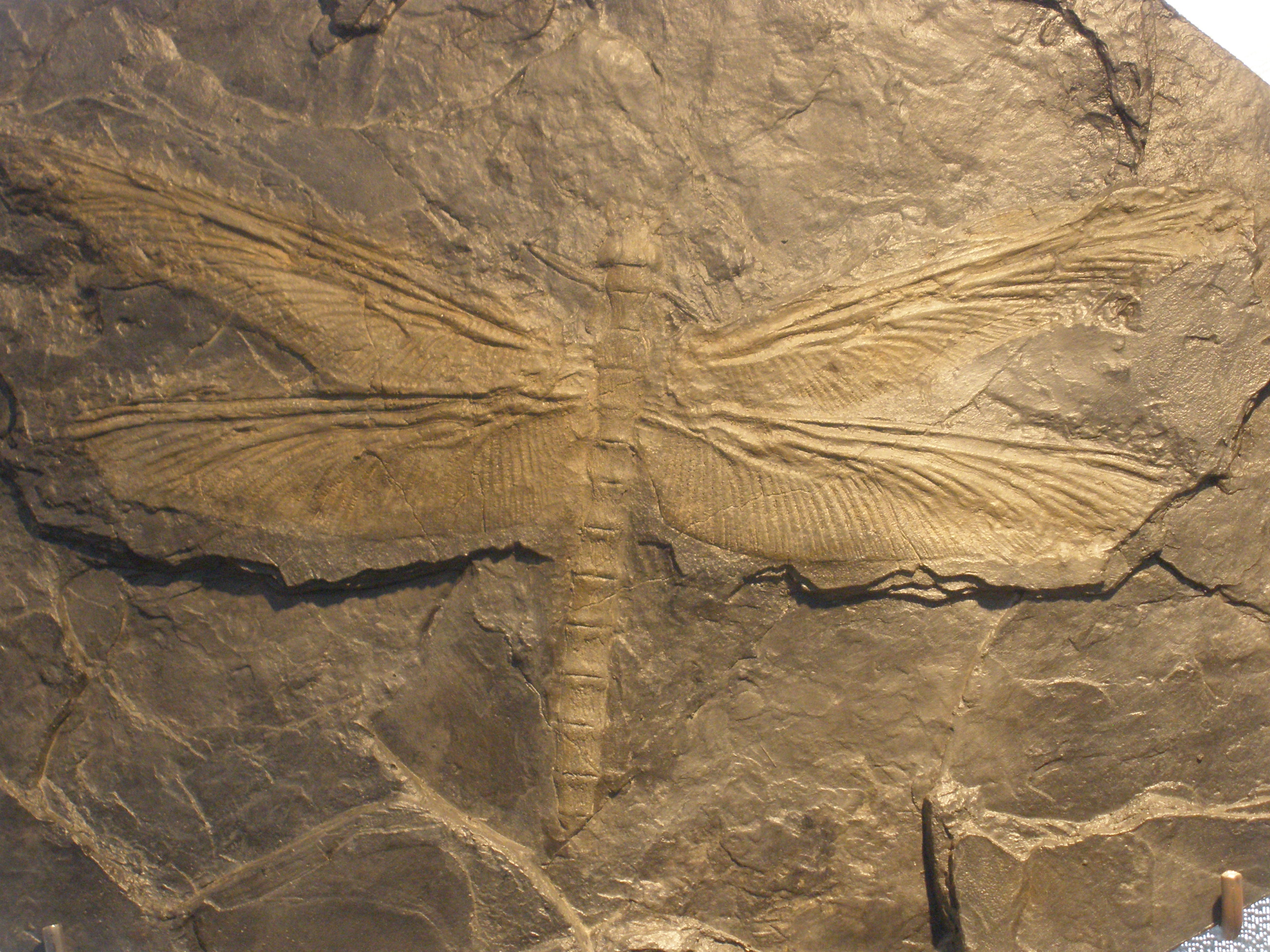
Отпечаток Meganeuridae из Франции (Museum des Sciences Naturelles, Брюссель, Бельгия)
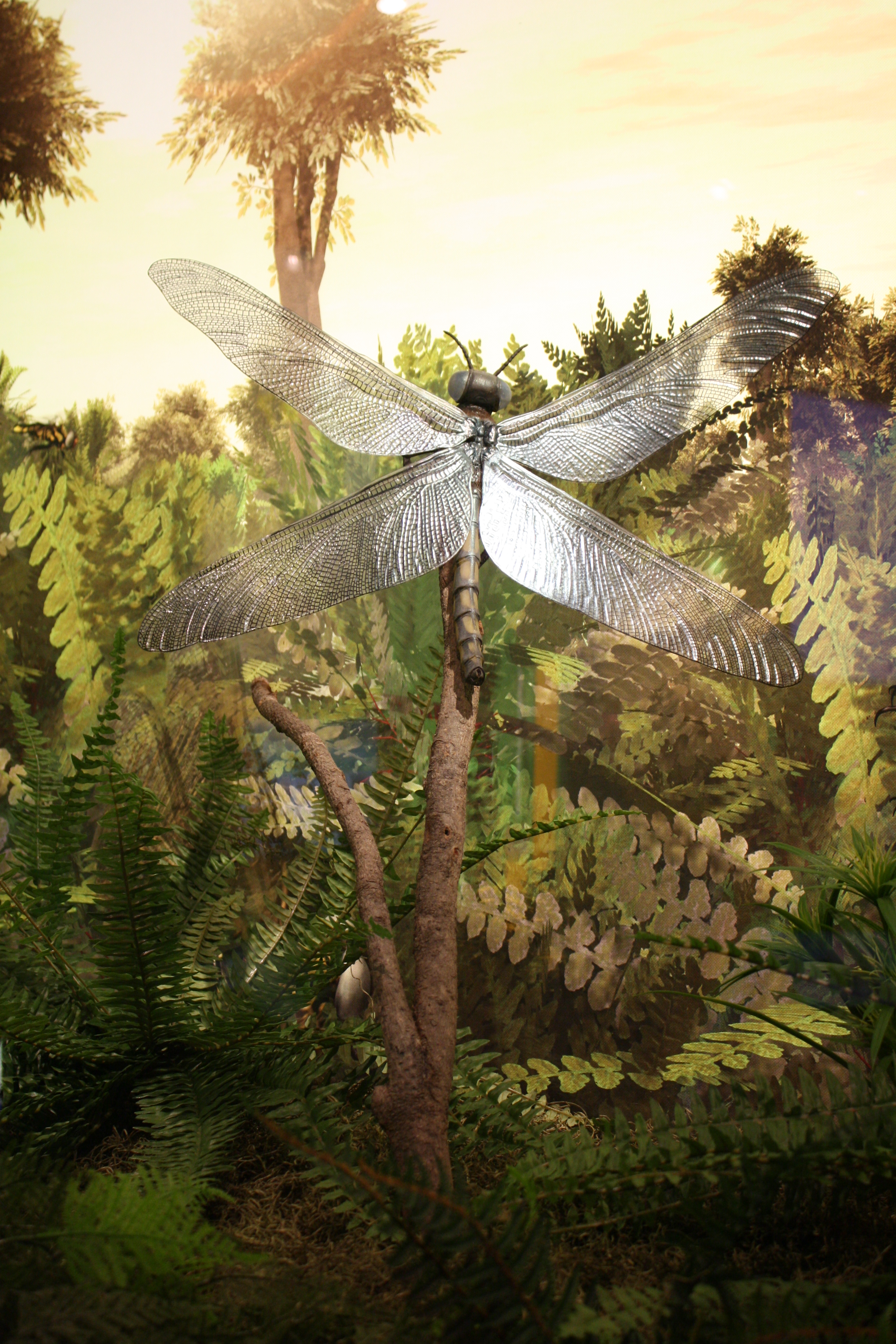
Древняя стрекоза
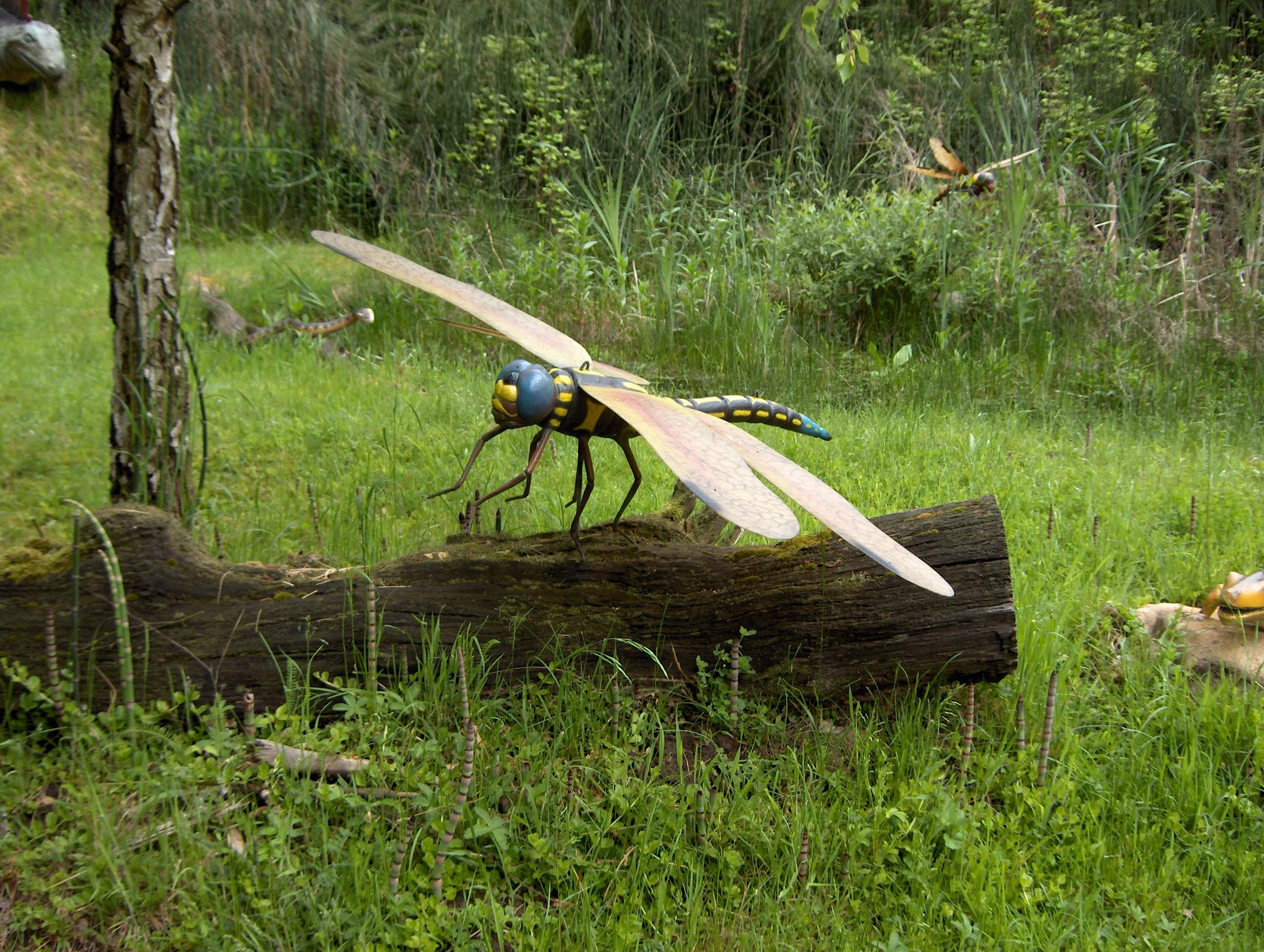
Модель меганевры, установленная в Парке динозавров (нем. Dinosaurier-Park Münchehagen; Ребург-Локкум, ФРГ)